# Adetomeris betzholdi
Adetomeris betzholdi är en fjärilsart som beskrevs av Emilio Ureta 1942. Adetomeris betzholdi ingår i släktet Adetomeris och familjen påfågelsspinnare. Inga underarter finns listade i Catalogue of Life.